# أوتو بير
أوتو بير Otto Bähr (و. 1817 – 1895 م) هو قاضي، وسياسي ألماني، ولد في فولدا، توفي في كاسل، عن عمر يناهز 78 عاماً.

## مناصب
تولى منصب عضو مجلس النواب الألماني للإمبراطورية الألمانية ‏
- عضو مجلس النواب البروسي ‏
- Member of the Customs Parliament ‏

.